# Metropolia rzymska
Metropolia rzymska – metropolia Kościoła katolickiego we Włoszech, obejmująca również całość terytorium Watykanu. Jest największą włoską metropolią pod względem liczby przynależących do niej jednostek administracyjnych. Metropolię tworzy jedna archidiecezja i piętnaście diecezji, w tym sześć diecezji suburbikarnych oraz diecezja rzymska, posiadająca szczególny status i będącą diecezją metropolitalną. Ponadto do metropolii należą trzy opactwa terytorialne, w tym jedno obrządku bizantyjsko-włoskiego. 
Metropolitą rzymskim jest z urzędu papież, zatem od 2025 Leon XIV, jednak de facto obowiązki te wypełnia raczej wikariusz generalny diecezji rzymskiej, którym od października 2024 jest Baldassarre Reina. Najważniejszą świątynią metropolii, przynajmniej formalnie, nie jest – jak można by sądzić intuicyjnie – bazylika św. Piotra na Watykanie, lecz bazylika św. Jana na Lateranie, będąca katedrą diecezji rzymskiej.

## Sufraganie
Sufraganiami Rzymu są:
- Diecezja rzymska
- diecezje suburbikarne:
  - Diecezja Ostii (wchodząca od 1966 de facto w skład diecezji rzymskiej, administratorem apostolskim diecezji jest wikariusz rzymski)
  - Diecezja Albano
  - Diecezja Frascati
  - Diecezja Palestrina
  - Diecezja Porto-Santa Rufina
  - Diecezja Sabina-Poggio Mirteto
  - Diecezja Velletri-Segni
- pozostałe diecezje:
  - Diecezja Anagni-Alatri
  - Diecezja Civita Castellana
  - Diecezja Civitavecchia-Tarquinia
  - Diecezja Frosinone-Veroli-Ferentino
  - Archidiecezja Gaeta
  - Diecezja Latina-Terracina-Sezze-Priverno
  - Diecezja Rieti
  - Diecezja Sora-Cassino-Aquino-Pontecorvo
  - Diecezja Tivoli
  - Diecezja Viterbo
- opactwa terytorialne:
  - Monte Cassino
  - Santa Maria di Grottaferrata (bizantyjskie)
  - Subiaco